# Silene marcowiczii
Silene marcowiczii är en nejlikväxtart som beskrevs av Boris Konstantinovich Schischkin. Silene marcowiczii ingår i släktet glimmar, och familjen nejlikväxter. Inga underarter finns listade i Catalogue of Life.